# Terminal de Transportes de Cali
El Terminal de Transportes de Cali, bajo el nombre comercial Mi Terminal Cali es un terminal de transporte terrestre de pasajeros, carga y encomiendas ubicado en la ciudad de Cali. Desde allí operan servicios de autobuses, busetas, camionetas y taxis hacia destinos ubicados en toda la geografía del departamento de Valle del Cauca y a ciudades del sur, centro y oriente de Colombia, además de algunos destinos de países sudamericanos.
Es una de las cuatro terminales de transporte en el departamento junto con la de Buga, Tuluá y Buenaventura.

## Historia
Nacida bajo el nombre Central de Transportes S.A. en 1967 y aprobada en 1970 se empieza su construcción al año siguiente en todo el contexto de los Juegos Panamericanos de ese año, finalizando en 1974 el día 16 de marzo siendo inaugurado por el entonces presidente Misael Pastrana y entrando en funcionamiento el día 24 de julio.
Es catalogado como un Bien Público de Interés Cultural y para el año 2000 fue adoptado como Patrimonio Inmueble de la ciudad. 

## Infraestructura
Con 56.000 metros cuadrados, ofrece una extensa gama de servicios conexos al transporte, como guardaequipaje, parqueadero, punto de información, estación de Policía, servicios de salud, droguerías, supermercados, almacenes, restaurantes, entre otros. Además de los mostradores para las diferentes empresas transportadoras, en sus instalaciones existen facilidades como salas de espera con pantallas de televisión, salas VIP, múltiples puertas de abordaje, centro de telecomunicaciones, tiendas de recuerdos, casinos, comercio general, oficinas y salas de juntas y plataforma de salidas y llegadas. Entre los restaurantes están Qbano, Dunkin, KFC y un supermercado Comfandi.

## Destinos

### Nacional
| Antioquia                            | |
| La Pintada                           | Flota Magdalena / Empresa Arauca / Expreso Trejos |
| Medellín                             | Empresa Arauca / Expreso Bolivariano / Expreso Palmira / Flota Magdalena / Expreso Trejos |
| Santa Bárbara                        | Expreso Trejos |
| Atlántico                            | |
| Barranquilla                         | Copetran / Expreso Brasilia |
| Bolívar                              | |
| Carmen de Bolívar                    | Expreso Brasilia |
| Cartagena                            | Expreso Brasilia / Copetran |
| Boyacá                               | |
| Puerto Boyacá                        | Copetran / Expreso Bolivariano / Expreso Brasilia |
| Caldas                               | |
| Anserma                              | Flota Magdalena / Empresa Arauca |
| Chinchiná                            | Expreso Trejos |
| La Dorada                            | Expreso Bolivariano / Velotax / Empresa Arauca |
| La Felisa (La Merced)                | Flota Magdalena / Expreso Trejos |
| Manizales                            | Expreso Pradera / Expreso Trejos / Flota Ospina |
| Riosucio                             | Flota Magdalena / Empresa Arauca |
| Supía                                | Flota Magdalena / Empresa Arauca |
| Caquetá                              | |
| El Doncello                          | Expreso La Gaitana / Coomotor Florencia / Cootranslaboyana |
| Florencia                            | Cootranslaboyana / Coomotor / Coomotor Florencia / Expreso La Gaitana / Rápido Tolima |
| Puerto Rico                          | Cootranslaboyana / Coomotor Florencia / Expreso La Gaitana / Rápido Tolima |
| San Vicente del Caguán               | Expreso La Gaitana / Coomotor Florencia / Cootranslaboyana |
| Cauca                                | |
| Argelia                              | Coomotoristas del Cauca |
| Belalcázar                           | Sotracauca |
| Bolívar                              | Rápido Tambo |
| Buenos Aires                         | Transur |
| Cajibío                              | Coomotoristas del Cauca / Trans. Puerto Tejada |
| Caloto                               | Sultana del Valle / Expreso Florida / Trans. Puerto Tejada / Coomotoristas del Cauca |
| Corinto                              | Sultana del Valle / Expreso Florida / Coomotoristas del Cauca |
| Inzá                                 | Cootranshuila / Sotracauca |
| El Estrecho (Patía)                  | Flota Magdalena / Coomotoristas del Cauca / Sotracauca / Transipiales |
| El Mango (Argelia)                   | Trans. Puerto Tejada / Coomotoristas del Cauca |
| El Ortigal (Miranda)                 | Sultana del Valle |
| El Tambo                             | Rápido Tambo |
| Higuerones (Mercaderes)              | Sotracauca / Coomotoristas del Cauca / Cootranar |
| La Agustina (Santander de Quilichao) | Trans. Puerto Tejada |
| Mandiva (Santander de Quilichao)     | Trans. Puerto Tejada |
| Mercaderes                           | Transipiales / Sotracauca |
| Miranda                              | Expreso Florida / Sultana del Valle |
| Mojarras (Mercaderes)                | Transipiales / Cootranar / Flota Magdalena / Sotracauca / Coomotoristas del Cauca |
| Mondomo (Santander de Quilichao)     | Sotracauca / Coomotoristas del Cauca / Trans. Puerto Tejada |
| Patía                                | Sotracauca / Cootranar / Supertaxis del Sur / Transipiales / Coomotoristas del Cauca / Expreso Bolivariano / Flota Magdalena |
| Pescador (Caldono)                   | Sotracauca / Coomotoristas del Cauca / Trans. Puerto Tejada |
| Piedrasentada (Patía)                | Flota Magdalena / Transipiales |
| Piendamó                             | Coomotoristas del Cauca / Trans. Puerto Tejada / Sotracauca / Tax Belalcázar |
| Popayán                              | Cootranslaboyana / Coomotoristas del Cauca / Cootranshuila / Trans. Puerto Tejada / Velotax / Rápido Tambo / Rápido Tolima / Sotracauca / Flota Magdalena / Expreso Palmira / Expreso La Gaitana / Transipiales / Cootranar / Expreso Bolivariano / Supertaxis del Sur / Tax Belalcázar |
| Puerto Tejada                        | Trans. Puerto Tejada / Vallecaucana de Transportes / Coomotoristas del Cauca |
| Rosas                                | Transipiales / Sotracauca / Coomotoristas del Cauca |
| Santander de Quilichao               | Vallecaucana de Transportes / Trans. Quilichao |
| Suárez                               | Transur |
| Timbío                               | Cootranar / Supertaxis del Sur / Transipiales |
| Timba (Buenos Aires)                 | Coomotoristas del Cauca |
| Tunía (Piendamó)                     | Trans. Puerto Tejada / Coomotoristas del Cauca |
| Villalobos (Santa Rosa)              | Transipiales |
| Villarica                            | Trans. Puerto Tejada |
| Cesar                                | |
| Aguachica                            | Copetran / Expreso Brasilia |
| Bosconia                             | Copetran |
| Cruce de Chiriguaná                  | Copetran |
| Codazzi                              | Copetran |
| La Jagua de Ibirico                  | Copetran |
| Pailitas                             | Copetran |
| San Alberto                          | Copetran / Expreso Brasilia |
| San Martín                           | Expreso Brasilia |
| Valledupar                           | Copetran |
| Chocó                                | |
| Ánimas                               | Empresa Arauca |
| Condoto                              | Empresa Arauca |
| Istmina                              | Empresa Arauca |
| Quibdó                               | Empresa Arauca |
| Córdoba                              | |
| Lorica                               | Expreso Brasilia |
| Montería                             | Expreso Brasilia |
| Cundinamarca                         | |
| Bogotá                               | Expreso Palmira / Expreso Bolivariano / Flota Magdalena / Velotax |
| Girardot                             | Velotax / Flota Magdalena |
| Soacha                               | Flota Magdalena |
| Huila                                | |
| Cruce de Acevedo                     | Expreso La Gaitana / Coomotor |
| Gallego (La Plata)                   | Expreso La Gaitana |
| Garzón                               | Coomotor / Coomotor Florencia / Rápido Tolima |
| Guadalupe                            | Expreso La Gaitana / Coomotor |
| Isnos                                | Coomotor Florencia / Cootranslaboyana / Expreso La Gaitana |
| La Plata                             | Cootransplateña / Cootranshuila |
| Neiva                                | Coomotor / Coomotor Florencia / Expreso Bolivariano / Flota Magdalena / Cootranshuila |
| Pitalito                             | Cootranslaboyana / Expreso La Gaitana / Cootransmayo / Transipiales / Cootranshuila |
| San Agustín                          | Expreso La Gaitana / Cootranslaboyana |
| Suaza                                | Expreso La Gaitana |
| La Guajira                           | |
| Maicao                               | Expreso Brasilia |
| Magdalena                            | |
| Ciénaga                              | Copetran / Expreso Brasilia |
| Santa Marta                          | Copetran / Expreso Brasilia |
| Nariño                               | |
| Altaquer (Barbacoas)                 | Transipiales |
| Belén                                | Sotracauca |
| Chachagüí                            | Transipiales |
| Génova                               | Sotracauca |
| El Tablón                            | Transipiales |
| Ipiales                              | Cootranar / Flota Guaitara / Expreso Bolivariano / Tax Belalcázar / Supertaxis del Sur / Transipiales |
| La Cruz                              | Rápido Tambo / Transipiales / Coomotoristas del Cauca / Sotracauca |
| La Unión                             | Cootranar / Transipiales / Rápido Tambo |
| Llorente (Tumaco)                    | Transipiales |
| Pasto                                | Cootranar / Expreso Bolivariano / Flota Magdalena / Flota Guaitara / Supertaxis del Sur / Tax Belalcázar / Transipiales |
| Pedregal (Imués)                     | Cootranar / Transipiales |
| Remolino (Taminango)                 | Transipiales / Flota Magdalena / Cootranar |
| Ricaurte                             | Transipiales |
| San Pablo                            | Sotracauca / Transipiales / Coomotoristas del Cauca |
| Tumaco                               | Cootranar / Transipiales / Flota Guaitara / Supertaxis del Sur / Coomotoristas del Cauca |
| Norte de Santander                   | |
| Cúcuta                               | Copetran / Expreso Bolivariano |
| Putumayo                             | |
| La Hormiga                           | Cootransmayo / Transipiales |
| Mocoa                                | Cootransmayo / Transipiales |
| Orito                                | Cootranshuila / Cootransmayo / Transipiales |
| Puerto Caicedo                       | Transipiales / Cootranshuila |
| Puerto Asís                          | Cootransmayo / Transipiales |
| Villagarzón                          | Cootransmayo / Cootranshuila |
| Quindío                              | |
| Armenia                              | Expreso Trejos / Expreso Brasilia / Expreso Bolivariano / Tax Belalcazar / Trans. Armenia / Coomotor Florencia / Coomotor / Velotax / Flota Magdalena |
| Risaralda                            | |
| Irra (Quinchía)                      | Flota Magdalena / Empresa Arauca |
| La Virginia                          | Flota Magdalena / Empresa Arauca |
| Pereira                              | Tax Belalcazar / Expreso Palmira / Expreso Trejos / Taxcentral |
| Santander                            | |
| Bucaramanga                          | Expreso Bolivariano / Copetran |
| Dagota (Sabana de Torres)            | Copetran / Expreso Brasilia / Expreso Bolivariano |
| Puerto Araújo (Cimitarra)            | Copetran |
| Sucre                                | |
| Corozal                              | Expreso Brasilia |
| Sincelejo                            | Expreso Brasilia |
| Tolima                               | |
| Espinal                              | Flota Magdalena / Expreso Bolivariano |
| Fresno                               | Empresa Arauca |
| Honda                                | Empresa Arauca / Expreso Bolivariano / Copetran |
| Ibagué                               | Expreso Palmira / Expreso Bolivariano / Flota Magdalena / Velotax |
| Mariquita                            | Empresa Arauca |
| Melgar                               | Expreso Bolivariano / Flota Magdalena / Velotax |
| Mirolindo (Ibagué)                   | Expreso Bolivariano |

### Departamental
| Destinos por Municipio      | Empresa |
| --------------------------- | --- |
| Aeropuerto                  | Rápido Aeropuerto / Líneas del Valle / Expreso Palmira                                                                |
| Amaime (Palmira)            | Coodetrans Palmira |
| Andalucía                   | Cooperativa De Occidente                                                                                              |
| Ansermanuevo                | Cooperativa De Occidente                                                                                              |
| Bolívar                     | Trans. Andina |
| Bonanza (Jamundí)           | Transur / Líneas del Valle                                                                                            |
| Buga                        | Coodetrans Palmira / Cooperativa Ciudad Señora / Expreso Trejos / Expreso Palmira / Líneas del Valle / Línea de la Fe |
| Bugalagrande                | Cooperativa De Occidente / Cooperativa Ciudad Señora / Taxcentral                                                     |
| Buenaventura                | Corredor del Pacífico                                                                                                 |
| Caicedonia                  | Expreso Palmira |
| Candelaria                  | Coodetrans Palmira / Expreso Florida / Líneas del Valle / Sultana del Valle                                           |
| Cartago                     | Coodetrans Palmira / Cooperativa De Occidente / Expreso Trejos / Expreso Palmira / Flota Magdalena / Taxcentral       |
| Cavasa (Candelaria)         | Coodetrans Palmira / Sultana del Valle / Expreso Florida                                                              |
| Cisneros (Buenaventura)     | Corredor del Pacífico                                                                                                 |
| Costarica (Ginebra)         | Coodetrans Palmira |
| Dagua                       | Transur |
| Darién                      | Coodetrans Palmira |
| El Bolo (Palmira)           | Coodetrans Palmira |
| El Carmelo (Candelaria)     | Sultana del Valle |
| El Cerrito                  | Líneas del Valle / Coodetrans Palmira                                                                                 |
| El Danubio (Dagua)          | Transur |
| El Lauro (Candelaria)       | Coodetrans Palmira |
| El Llanito (Florida)        | Sultana del Valle / Expreso Florida                                                                                   |
| El Queremal (Dagua)         | Transur |
| El Saladito (Cali)          | Transur |
| El Tiple (Candelaria)       | Sultana del Valle |
| Florida                     | Expreso Florida / Transportadores Florida-Cali / Líneas del Valle / Sultana del Valle                                 |
| Ginebra                     | Líneas del Valle / Coodetrans Palmira                                                                                 |
| Guacarí                     | Líneas del Valle / Coodetrans Palmira                                                                                 |
| Guanabanal (Palmira)        | Coodetrans Palmira |
| Huasanó (Trujillo)          | Trans. Andina |
| Jamundí                     | Transur / Líneas del Valle                                                                                            |
| Kilómetro 18 (Cali)         | Transur |
| Kilómetro 26 (Dagua)        | Transur |
| Kilómetro 30 (Dagua)        | Transur |
| Kilómetro 34 (Dagua)        | Transur |
| La Cumbre                   | Trans. Calima |
| La Paila (Zarzal)           | Cooperativa De Occidente                                                                                              |
| La Unión                    | Trans. Andina |
| La Uribe (Bugalagrande)     | Cooperativa De Occidente                                                                                              |
| La Victoria                 | Coovictoria / Cooperativa De Occidente                                                                                |
| Loboguerrero (Dagua)        | Corredor del Pacífico                                                                                                 |
| Mediacanoa (Yotoco)         | Coopetrans Trujillo                                                                                                   |
| Mulaló (Roundpoint) (Yumbo) | Trans. Yumbo |
| Obando                      | Cooperativa de Occidente / Coovictoria                                                                                |
| Palmira                     | Coodetrans Palmira / Líneas del Valle / Expreso Pradera                                                               |
| Palmira (Estación de tren)  | Expreso Palmira |
| Pavas (La Cumbre)           | Trans. Calima |
| Pradera                     | Expreso Pradera / Sultana del Valle                                                                                   |
| Quinamayó (Jamundí)         | Transur / Trans. Puerto Tejada / Coomotoristas del Cauca                                                              |
| Restrepo                    | Trans. Calima |
| Riofrío                     | Coopetrans Trujillo                                                                                                   |
| Ricaurte (Bolívar)          | Trans. Andina |
| Robles (Jamundí)            | Transur |
| Robledo (Trujillo)          | Trans. Andina |
| Roldanillo                  | Trans. Andina |
| Rozo                        | Coodetrans Palmira / Sultana del Valle                                                                                |
| San Antonio (Florida)       | Sultana del Valle / Expreso Florida                                                                                   |
| Sevilla                     | Coopetrans Tuluá / Expreso Pamira / Cooperativa Ciudad Señora                                                         |
| Sonso (Guacarí)             | Coodetrans Palmira |
| Terranova (Jamundí)         | Transur / Líneas del Valle                                                                                            |
| Toro                        | Trans. Andina / Coovictoria                                                                                           |
| Tuluá                       | Expreso Trejos / Taxcentral / Coopetrans Tuluá / Expreso Palmira / Coopetrans Trujillo / Coodetrans Palmira           |
| Versalles                   | Coovictoria |
| Vijes                       | Trans. Calima / Trans. Yumbo                                                                                          |
| Villagorgona (Candelaria)   | Expreso Florida / Sultana del Valle                                                                                   |
| Yotoco                      | Trans. Calima / Líneas del Valle / Coopetrans Trujillo                                                                |
| Yumbo                       | Trans. Industriales / Trans. Yumbo                                                                                    |
| Zarzal                      | Coovictoria / Cooperativa De Occidente / Coodetrans Palmira                                                           |

### Internacional
| Destinos por Municipio | Empresa             |
| ---------------------- | ------------------- |
| Lima                   | Expreso Bolivariano |

## Empresas
- Continental Bus
- Coodetrans Palmira
- Coomotor
- Coomotor Florencia
- Coomotoristas del Cauca
- Cooperativa Ciudad Señora
- Cooperativa De Occidente
- Transportadores Florida-Cali
- Rápido Aeropuerto
- Tax Belalcázar
- Trans. Andina
- Velotax
- Coopetrans Trujillo
- Coopetrans Tuluá
- Cootranshuila
- Cootranslaboyana
- Cootransmayo
- Cootransplateña
- Coovictoria
- Cootranar
- Expreso Florida
- Corredor del Pacífico (*)
- Cruz del Sur
- Empresa Arauca
- Expreso Bolivariano
- Expreso Brasilia
- Expreso La Gaitana
- Expreso Palmira
- Expreso Pradera
- Expreso Trejos
- Flota Guaitara
- Flota Magdalena
- Flota Ospina
- Líneas Cónsul
- Líneas de los Andes
- Líneas del Valle
- Ormeño Internacional
- Rutas de América
- Rápido Tambo
- Rápido Tolima
- Sultana del Valle
- Supertaxis del Sur
- Sotracauca
- Copetran
- Taxcentral
- Trans. Armenia
- Trans. Calima
- Trans. Industriales (Línea de la Fe)
- Trans. Montebello
- Trans. Puerto Tejada
- Trans. Quilichao
- Trans. Yumbo
- Transipiales
- Transur
- Vallecaucana de Transportes [2]

(*): Corredor del Pacífico es una unión de las empresas que atienden la ruta Cali-Buenaventura, las cuales son: Transmar, Transur, Coomoepal, Flota Magdalena, Expreso Trejos y Expreso Palmira. 